# Aeroportul Presidente Prudente
Aeroportul Presidente Prudente (IATA: PPB, ICAO: SBDN) este un aeroport din São Paulo, Brazilia ce deservește zona Presidente Prudente. Aeroportul a fost tranzitat în 2022 de 221.962 de pasageri. A fost numit după zona deservită.
Situat la o altitudine de 452 m, aeroportul dispune de 1 pistă. Este operat de DAESP⁠(d).

## Infrastructură

### Piste
Aeroportul dispune de o singură pistă. Pista 11/29 are suprafața de asfalt și dimensiunile 2.100 m × 35 m. 